# Lobotorna albapex
Lobotorna albapex är en fjärilsart som beskrevs av George Francis Hampson 1924. Lobotorna albapex ingår i släktet Lobotorna och familjen nattflyn. Inga underarter finns listade i Catalogue of Life.